# Хенрик Томашик
Хѐнрик Ма̀риан Тома̀шик (на полски: Henryk Marian Tomasik) е полски римокатолически духовник, доктор по философия, викарен епископ на Шедлешката епархия и титулярен епископ на Фурнос Минор (1993 – 2009), епископ на Радомската епархия от 2009 година. Носител на Ордена на възродена Полша (2009).

## Биография
Хенрик Томашик е роден на 4 януари 1946 година в град Луков, в семейството на Регина (с родово име Неджулка) и Мариан Томашик. Получава начално и средно образование в родния си град. През 1963 година е приет във Висшата духовна семинария в Шедълце. На 31 май 1969 година е ръкоположен за свещеник от Ян Мазур, шедлешки епископ, след което е назначен за викарий в енорията на село Радориж Кошчелни. През 1971 година е изпратен на специализация във Философския факултет на Люблинския католически университет (ЛКУ). Там избира да слуша лекции по етика. По това време в Катедрата по етика работи кардинал Карол Войтила. В 1974 година защитава магистърска теза. От академичната 1974/5 година е преподавател в Шедлешката семинария. През 1984 година защитава докторска дисертация в ЛКУ на тема: „Личността като битие и норма във философията на кардинал Карол Войтила“ (на полски: Osoba jako byt i norma w filozofii kard. Karola Wojtyły). На 21 ноември 1992 година папа Йоан Павел II го ниминара за викарен епископ на Шедлешката епархия и титулярен епископ на Фурнос Минор. Приема епископско посвещение (хиротония) на 6 януари 1993 година в базиликата Св. Петър във Ватикана от папа Йоан Павел II, арх. Джовани Батиста Ре и арх. Джъстин Франсис Ригали. На 16 октомври 2009 година е номиниран за радомски епископ от папа Бенедикт XVI. Приема канонично епархията на 12 ноември и влиза в Радомската катедрала като епископ на 14 ноември.